# لیتل راک، شهرستان موریسون، مینه‌سوتا
لیتل راک (به انگلیسی: Little Rock) یک منطقهٔ مسکونی در ایالات متحده آمریکا است که در شهرستان موریسون، مینه‌سوتا واقع شده‌است. لیتل راک ۳۶۶٫۰۷ متر بالاتر از سطح دریا واقع شده‌است.